# 蜂須賀ゆきこ
蜂須賀 ゆきこ（はちすか ゆきこ、1986年2月14日 - ）は、日本の元タレント、元グラビアアイドル。神奈川県出身。

## 来歴
2005年よりA&Sプロモーションに所属し、旧芸名「かせら」で主にSUPER GT等で活躍。
2007年7月、所属事務所をクイーンズファクトリーに移籍。
2008年、第1回「どっきりクイーン」オーディショングランプリ獲得。
2009年11月2日、同じ事務所の清水楓、竹中愛、七海舞と共に4人組アイドルユニット「dolce（ドルチェ）」を結成。
2011年6月5日をもって芸能界を引退。ブログも閉鎖するが、一般人としてTwitterを開始した。

## 人物
- 江戸時代の町人文化や幕末に関心がある。江戸東京博物館や深川江戸資料館を訪れたことがある。山田方谷が好き。
- 「アイドル選手権PUSH★1」では開脚しながら「徳川将軍16代」の名前を暗唱する特技を披露。
- 歌は苦手。同選手権ではカラオケは人生初だと発言している。
- 妹とは仲が良く東京ディズニーランドに2人だけで行くが、もっぱら付き添いだという。また妹がプロレスラーのTARU選手のファンであることから、2人でプロレス観戦することもある。
- 2009年7月13日、電車に乗車中の自ら受けた痴漢行為に対して犯人とする男性を取り押さえて警察に差し出したとのニュースが伝えられた。

## 出演

### テレビ番組
- 歴史王グランプリ2008まさか!の日本史雑学クイズ100連発!（2008年、TBSテレビ）- パネラー
- モバタレGREAT（2008年、日本テレビ）- タレタマ
- なるトモ!（2008年、読売テレビ）- ゲスト
- アイドル選手権PUSH★1（2009年、BSフジ）- 本戦トーナメント16人選出
- アリケン（2009年4月25日、テレビ東京）- 「女子を見る目を養え！アリケンブラックジャック」 コーナー出演
- NNNニュースリアルタイム・リアルエンタメ（日本テレビ）

### CM
- どっきりクイーン

### レースクイーン
- A&S RACING レースクイーン（2005年、かせら名義）
- ハンコックイメージガール（2006年、かせら名義）

### WEB
- チャンネルナックルズ「ヲタドルボンバイエ!」

## 作品

### DVD
- Latte（「かせら」名義作品、2006年2月、A&Sプロモーション） ※通常版の他に東京オートサロン限定パッケージがある。
- HONEY SNOW（2008年5月、竹緒）
- Tバックシスター（2009年1月、サムバディ）
- 復活ミニスカポリス（2009年7月、ビーエムドットスリー）
- Honey Candy（2009年8月、ビーエムドットスリー）
- 復活ミニスカポリス 2（2009年11月、ビーエムドットスリー）
- Honey Bee（2010年7月、ベガファクトリー）
- はっちーの刺されちゃうぞ！（2010年9月、コンセント）

### デジタル写真集
- 蜂須賀ゆきこ（デジタル出版）